# Prostituția în România
Prostituția în sine nu este incriminată în România, însă activitățile asociate, precum proxenetismul, sunt infracțiuni penale, iar racolarea este o contravenție sancționată cu amendă.
La sfârșitul secolului al XIX-lea și în prima jumătate a secolului al XX-lea au existat bordeluri legalizate, însă acestea au fost închise de regimul comunist la sfârșitul anilor 1940, iar prostituția a devenit infracțiune în 1957. Prostituția a fost dezincriminată în 2014, odată cu intrarea în vigoare a noului Cod penal al României, la 1 februarie 2014, care nu mai include această faptă ca infracțiune. Până la acea dată, era considerată infracțiune și sancționată cu până la un an de închisoare.
Au existat în trecut propuneri de legalizare și reglementare a prostituției, dar acestea au fost respinse, mai ales având în vedere faptul că România este parte la Convenția pentru suprimarea traficului de persoane și exploatării prostituției altora, care afirmă că prostituția este „incompatibilă cu demnitatea și valoarea ființei umane și pune în pericol bunăstarea individului, a familiei și a comunității”, obligând statele semnatare să interzică prostituția organizată, cum ar fi proxenetismul sau funcționarea de bordeluri.
Potrivit explicațiilor oficiale ale Ministerului Justiției referitoare la noul Cod penal, „faptul că prostituția va fi exclusă din sfera penală nu înseamnă legalizarea ei, transformarea activității într-una reglementată sau permisă de lege, întrucât persoanele care practică prostituția vor fi în continuare sancționate contravențional.” Asociația pentru Promovarea Femeii din România se opune legalizării prostituției, considerând-o „o altă formă de violență împotriva femeilor și fetelor”. Biserica Ortodoxă Română s-a opus, de asemenea, legalizării.
În 2008, un studiu finanțat de UE și realizat de TAMPEP a identificat România ca fiind principala țară de origine a lucrătorilor sexuali migranți din UE.
Pe 20 ianuarie 2010, Iana Matei a fost desemnată „Europeanul Anului” de către Reader’s Digest pentru activitatea de găsire și reabilitare a victimelor prostituției forțate.

## Situația legală
Racolarea este o contravenție sancționabilă cu o amendă cuprinsă între 500 și 1500 lei. Poliția națională, poliția locală și jandarmeria sunt responsabile pentru aplicarea legii, dar există relatări despre corupție și violență în rândul forțelor de ordine.
Clienții nu sunt urmăriți penal, cu excepția cazurilor în care știu că apelează la serviciile unei victime a prostituției forțate sau dacă prostituata este minoră.
Articolul 213 incriminează proxenetismul: „Determinarea sau înlesnirea practicării prostituției ori obținerea de foloase patrimoniale de pe urma practicării prostituției de către una sau mai multe persoane se pedepsește cu închisoare de la 2 la 7 ani și interzicerea exercitării unor drepturi.” Codul penal mai incriminează sclavia, traficul de persoane, traficul de minori, munca forțată și utilizarea serviciilor unor persoane exploatate.

## Traficul de persoane
În ultimii ani, traficul de persoane a devenit tot mai recunoscut în Europa ca o gravă problemă ce ține de încălcarea drepturilor omului. În România, fenomenul s-a accentuat în special după anii de tranziție post-comunistă, când au avut loc schimbări majore în structura guvernamentală. Această perioadă a fost caracterizată de instabilitate economică, o rată ridicată a șomajului și deschiderea granițelor, factori care au contribuit la vulnerabilitatea populației, în special a femeilor și copiilor, față de rețelele de trafic.
România a devenit astfel o țară de origine (de unde provin victimele), dar și o țară de tranzit (prin care sunt transportate spre alte state europene), în special în scopul exploatării sexuale. Cele mai afectate sunt femeile, recrutate prin înșelăciune, promisiuni false de muncă sau constrângere, apoi forțate să se prostitueze în țară sau în străinătate. De asemenea, mulți copii sunt victime ale traficului, uneori în rețele de cerșetorie sau muncă forțată.
În 2016, autoritățile au deschis 864 de noi dosare de trafic (858 în 2015), procurorii au trimis în judecată 358 de suspecți (480 în 2015), iar instanțele au condamnat 472 de traficanți (331 în 2015).
Deși autoritățile române au luat unele măsuri pentru a combate acest fenomen, precum adoptarea de legislație, inițierea de anchete și trimiterea în judecată a unor traficanți, organizațiile internaționale și societate civilă au atras atenția că eforturile statului nu sunt suficiente. România este frecvent criticată pentru faptul că nu respectă în totalitate standardele minime internaționale în lupta împotriva traficului de persoane, inclusiv în ceea ce privește protejarea victimelor, sancționarea complicilor din instituțiile statului și prevenirea fenomenului la scară largă.
Biroul pentru Monitorizarea și Combaterea Traficului de Persoane din Statele Unite ale Americii clasifică România ca o țară de pe lista de supraveghere de nivel 2.